# Солонка (приток Маныча)
Солонка — река в России, протекает по Орловскому району и Пролетарскому району Ростовской области. Впадает в Пролетарское водохранилище, до его создания впадал непосредственно в Маныча в 209 км от его устья. Длина реки — 17 км, площадь водосборного бассейна — 132 км².
В Солонку впадает река без названия длиной 14 км.

## Данные водного реестра
По данным государственного водного реестра России относится к Донскому бассейновому округу, водохозяйственный участок реки — Маныч. Речной бассейн реки — Дон (российская часть бассейна).